# Cerro Baúl

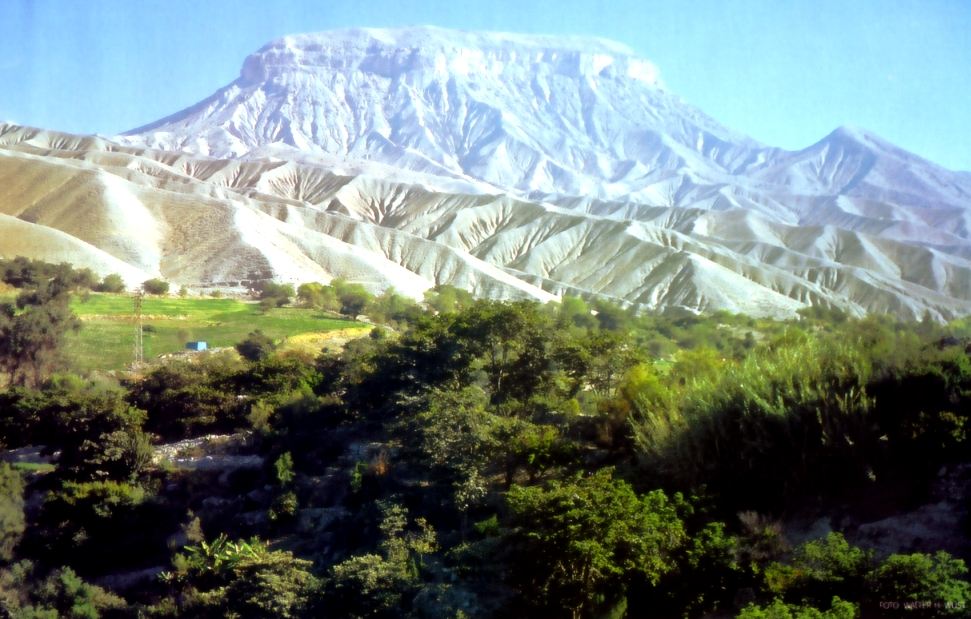
Cerro Baúl, en medio del valle moqueguano.

Cerro Baúl es un yacimiento arqueológico del Perú, que data de la época preincaica y se halla sobre la cima de una meseta o cerro de acceso difícil. Está ubicado a 12 km al norte de la ciudad de Moquegua, en medio del valle del río Torata, distrito de Torata, provincia de Mariscal Nieto, departamento de Moquegua, y a 2.400 m s. n. m.
Fue un enclave o colonia de la cultura Huari en medio de una región bajo influjo tiahuanacota. Defendida militarmente, servía de centro de explotación de los recursos naturales de la zona que finalmente eran trasladados a la metrópoli, Huari. También se han hallado indicios de presencia estuquiña e incaica

## Explicación del nombre
El cerro en cuya cima aplanada se extienden las ruinas prehispánicas es una curiosa e imponente formación geológica, que domina el paisaje moqueguano. Su nombre se debe a que el perímetro de su cima aparece cortado perpendicularmente y posee un notable parecido con un baúl, mueble que antaño era de uso muy popular en todo el Perú pero que actualmente solo se mantiene vigente en algunos sectores de la sierra.

## Proyecto Contisuyo
Las exploraciones y estudios arqueológicos fueron realizados a partir de la década de 1990 en el marco del llamado Programa Contisuyo, auspiciado por la empresa minera ( En ese entonces norteamericana) Southern Peru, explotadora de la cercana mina de cobre de Cuajone, y que involucraba también al Instituto Nacional de Cultura del Perú. Inicialmente, el proyecto se enfrascó en explorar la región, para descubrir y registrar los yacimientos arqueológicos, que en total llegaron a más de 500. Luego se concentró en explorar y estudiar el que es sin duda el más importante de todos esos sitios: Cerro Baúl. Integraron el proyecto un grupo de investigadores: Michael Moseley, Robert Feldman, Irene Pritzker. En 1994 se inauguró el Museo Constisuyo.

## Cronología
Parte del recinto de Cerro Baúl data con seguridad de 500 a 700 de nuestra era (Horizonte Medio), época en que los wari lo convirtieron en una fortaleza y en una especie de enclave o colonia situada más allá de la frontera sur de su imperio, en medio de una zona de neta influencia tiahuanacota. Luego de la retirada wari el lugar fue ocupado por los aldeanos de los contornos. Probablemente siguió siendo usada como fuerte y una tradición referida por el Inca Garcilaso de la Vega atribuye su conquista al inca Mayta Cápac (hacia el siglo XIV).

## Descripción
La cima del Cerro Baúl se encuentra cubierto en su lado sureste por una ciudadela en ruinas de aproximadamente 8 hectáreas. Allí se extienden una serie de plazas, patios, corredores y edificios de uno a dos pisos; estos edificios son de planta rectangular, cuadrangular, circular o en forma de D. En el contorno se encuentran grandes y profundos pozos que probablemente sirvieron como graneros o como cisternas para guardar agua. Por todos lados hay grandes batanes o piedras de amolar, cada una de más de 45 kg, así como pedazos de alfarería regados por el piso, de puro estilo Tiahuanaco.
Cerro Baúl es una fortaleza natural, donde se dominan los valles adyacentes. El único camino que existe hasta la cumbre es empinado y estrecho, y atraviesa por un paso sinuoso entre los antiguos muros de defensa y las escarpaduras de piedra, desde donde se podía hacer retroceder fácilmente a las tropas que intentaban asaltarla.

## Enclave Wari

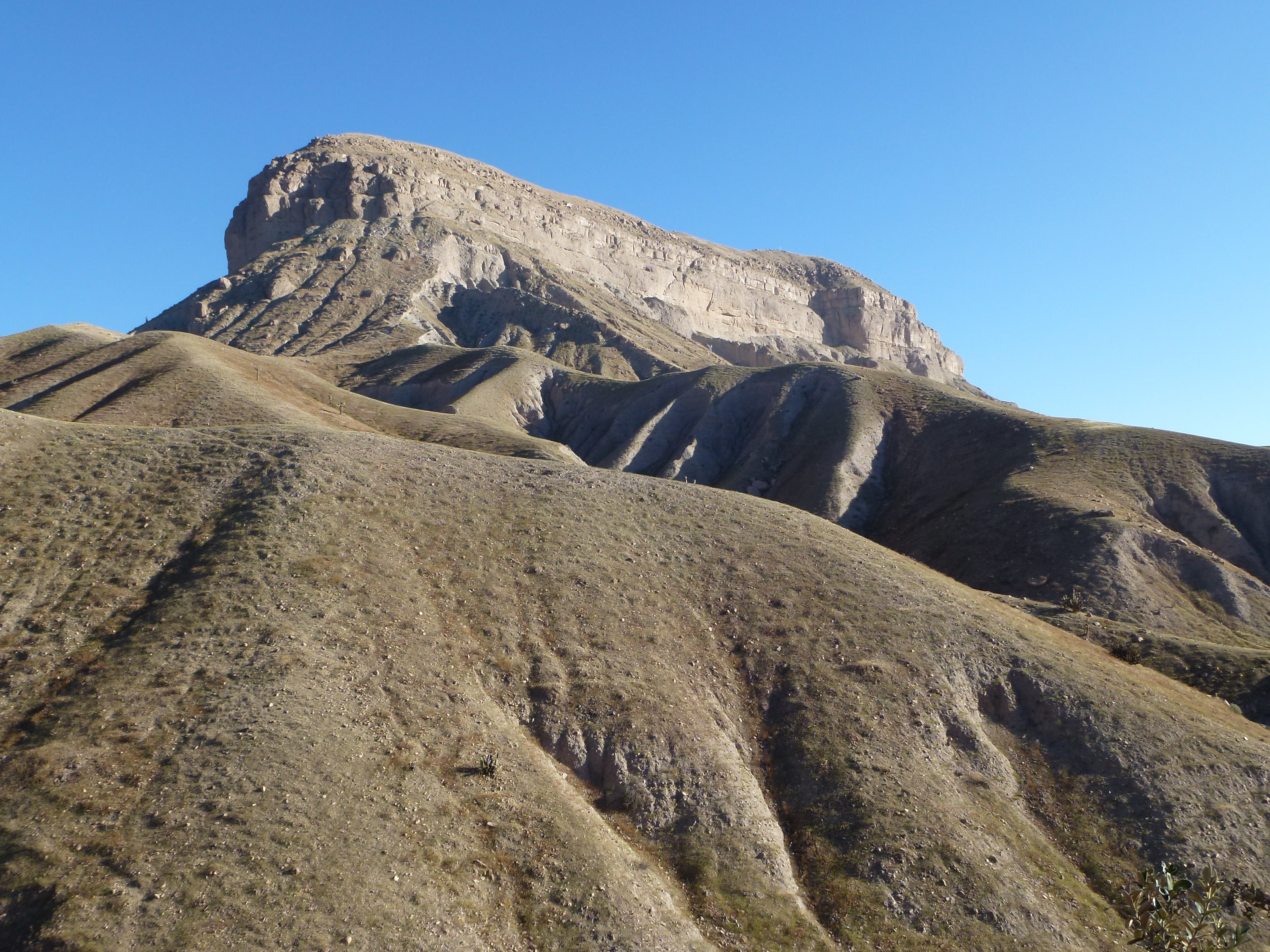
Cerro Baúl.

Cerro Baúl se halla en el valle costeño de Moquegua, que tradicionalmente ha estado bajo influjo de los habitantes del altiplano del Titicaca, quienes acudían para abastecerse de recursos costeños, como el maíz que se cultivaba en el valle medio. En la época del Horizonte Medio toda esa región se hallaba bajo el influjo político y cultural del estado de Tiahuanaco. Fue en ese contexto cuando se produjo la irrupción de los huari, procedentes de Ayacucho, que tomaron el control de Cerro Baúl de manera intrusiva y militar, tal como lo demuestra el hallazgo de numerosas puntas de proyectil y lascas de obsidiana, riolita y cuarcita, similares a los hallados en la ciudad de Huari. Mientras que su contorno se hallaba regadas de aldeas de influencia tiahuanacota, muy pobladas.
Durante varios siglos, Cerro Baúl dominó esta frontera entre los imperios de Wari y Tiahuanaco. Mientras que el imperio Wari ejercía su dominio en la sierra y costa del actual Perú desde su capital cercana a la actual ciudad de Ayacucho, Tiahuanacu era un Estado con su centro religioso situado a orillas del Titicaca, cuyo territorio se extendía desde el sur del Perú hasta el norte de Chile. El valle de Moquegua, dominado por Cerro Baúl, era el único lugar donde los dos Estados convivían frente a frente. 
Este enclave huari regional enquistado en Cerro Baúl debió servir sobre todo para explotar los yacimientos mineros de la región, así como para poder abastecerse de productos agrícolas de interés ceremonial, como el maíz por ejemplo. Los numerosos batanes (moledoras de piedra) hallados en Cerro Baúl habrían sido utilizados para preparar alimentos o para moler cobre. Se han encontrado también turquesas y lapislázulis.  Todo ello indicaría que este enclave tenía pues, entre otras funciones, la de servir para el almacenaje previo y temporal de materiales antes de ser transportados a la ciudad de Wari

## Conquista Incaica
El Inca Garcilaso de la Vega cuenta que los pobladores de la zona se hicieron fuertes concentrándose en un lugar para resistir a las tropas del Inca Mayta Cápac, que desde el altiplano avanzaba incontenible hacia la costa; todo indica que se refiera al Cerro Baúl como lugar de esa resistencia, por ser el único lugar apropiado de la región para tal estrategia. Luego de un sitio de 50 días y tras comprobar que el Inca era benevolente, los defensores se rindieron; al menos así lo relata Garcilaso:

Llegaron [las tropas de Mayta Cápac] a una provincia llamada Cuchuna, de población suelta y derramada, aunque de mucha gente. Los naturales, con la nueva del nuevo ejército, hicieron un fuerte, donde se metieron con sus mujeres e hijos. Los Incas los cercaron y, por guardar el orden de su Rey, no quisieron combatir el fuerte, que era harto flaco; ofreciéronles los partidos de paz y amistad. Los enemigos no quisieron recibir ninguno. En esta porfía estuvieron los unos y los otros más de cincuenta días, en los cuales se ofrecieron muchas ocasiones en que los Incas pudieran hacer mucho daño a los contrarios, mas por guardar su antigua costumbre y el orden particular del Inca, no quisieron pelear con ellos más de apretarles con el cerco. Por otra parte les apretaba la hambre, enemiga cruel de gente cercada, y fue grande a causa que por la repentina venida de los Incas no habían hecho bastante provisión ni entendieron que porfiaran tanto en el cerco, sino que se fueran, viéndolos pertinaces. La gente mayor, hombres y mujeres, sufrían la hambre con buen ánimo, mas los muchachos y niños, no pudiendo sufrirla, se iban por los campos a buscar yerbas y muchos se iban a los enemigos, y los padres lo consentían por no verlos morir delante de sí. Los Incas los recogían y les daban de comer y algo que llevasen a sus padres, y con la poca comida les enviaban los partidos acostumbrados de paz y amistad. Todo lo cual visto por los contrarios y que no esperaban socorro, acordaron entregarse sin partido alguno, pareciéndoles que los que habían sido tan clementes y piadosos cuando ellos eran rebeldes y contrarios, lo serían mucho más cuando los viesen rendidos y humillados: así se rindieron a la voluntad de los Incas, los cuales los recibieron con afabilidad, sin mostrar enojo ni reprenderles de la pertinacia pasada; antes les hicieron amistad y les dieron de comer y les desengañaron, diciéndoles que el Inca, hijo del Sol, no procuraba ganar tierras para tiranizarlas, sino para hacer bien a moradores, como se lo mandaba su padre el Sol; y para que lo viesen por experiencia, dieron ropa de vestir y otras dádivas a los principales, diciéndoles que el Inca les hacía aquellas mercedes; a la gente común dieron bastimento para que fuesen a sus casas, con que todos quedaron muy contentos.

Los arqueólogos han encontrado vestigios que indicarían que la fortaleza fue abandonada definitivamente luego de un incendio. Se especula si este siniestro fue el que puso fin a la resistencia de sus habitantes, por lo que Cerro Baúl sería una especie de Masada americana, en alusión al último reducto de resistencia de los judíos durante la primera revuelta contra Roma de los años 66 al 73 de nuestra era.

## Centro de peregrinación
En época actual, Cerro Baúl es un lugar de culto a donde acuden pobladores moqueguanos de origen altiplánico que realizan pagapus o ceremonias de invocación a las divinidades andinas, con coca, velas y aguardiente. A dichas deidades se les hace pedidos de tipo material, por ejemplo, la obtención de una casa, cuya réplica en miniatura hace el individuo en el mismo lugar. 